# 空気浮上

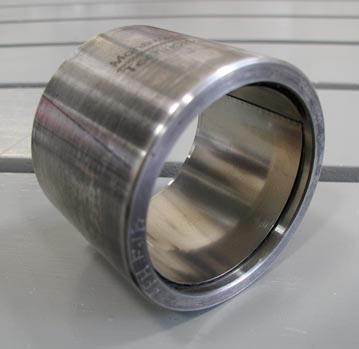
空気軸受

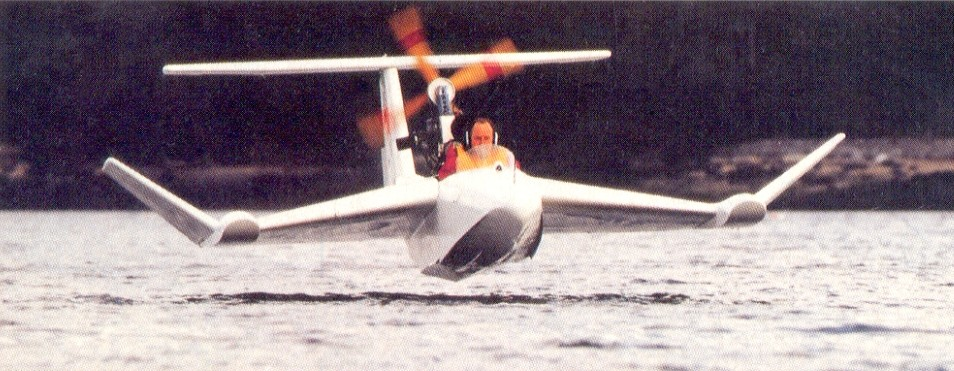
航行中の小型地面効果翼機

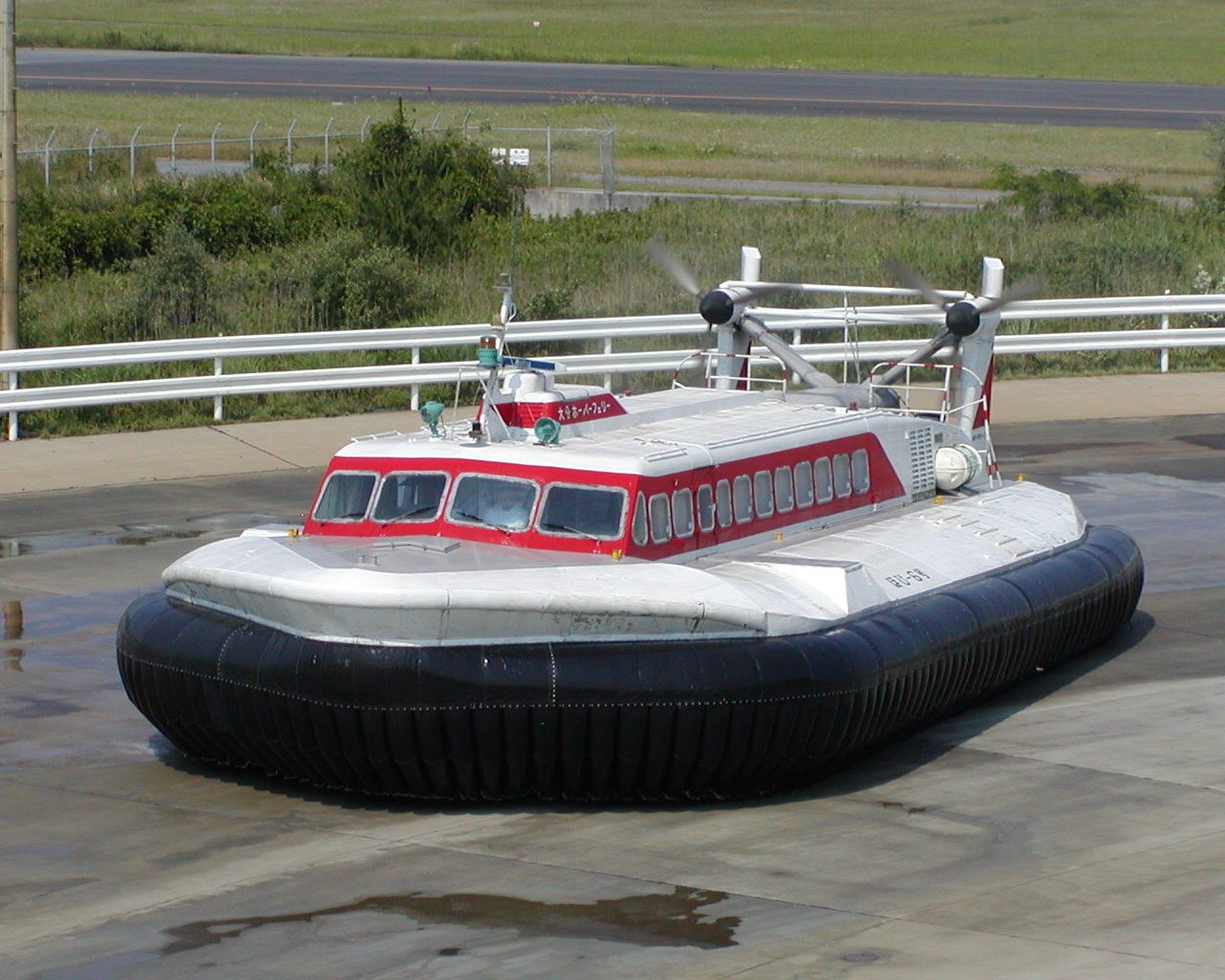
大分ホーバーフェリー

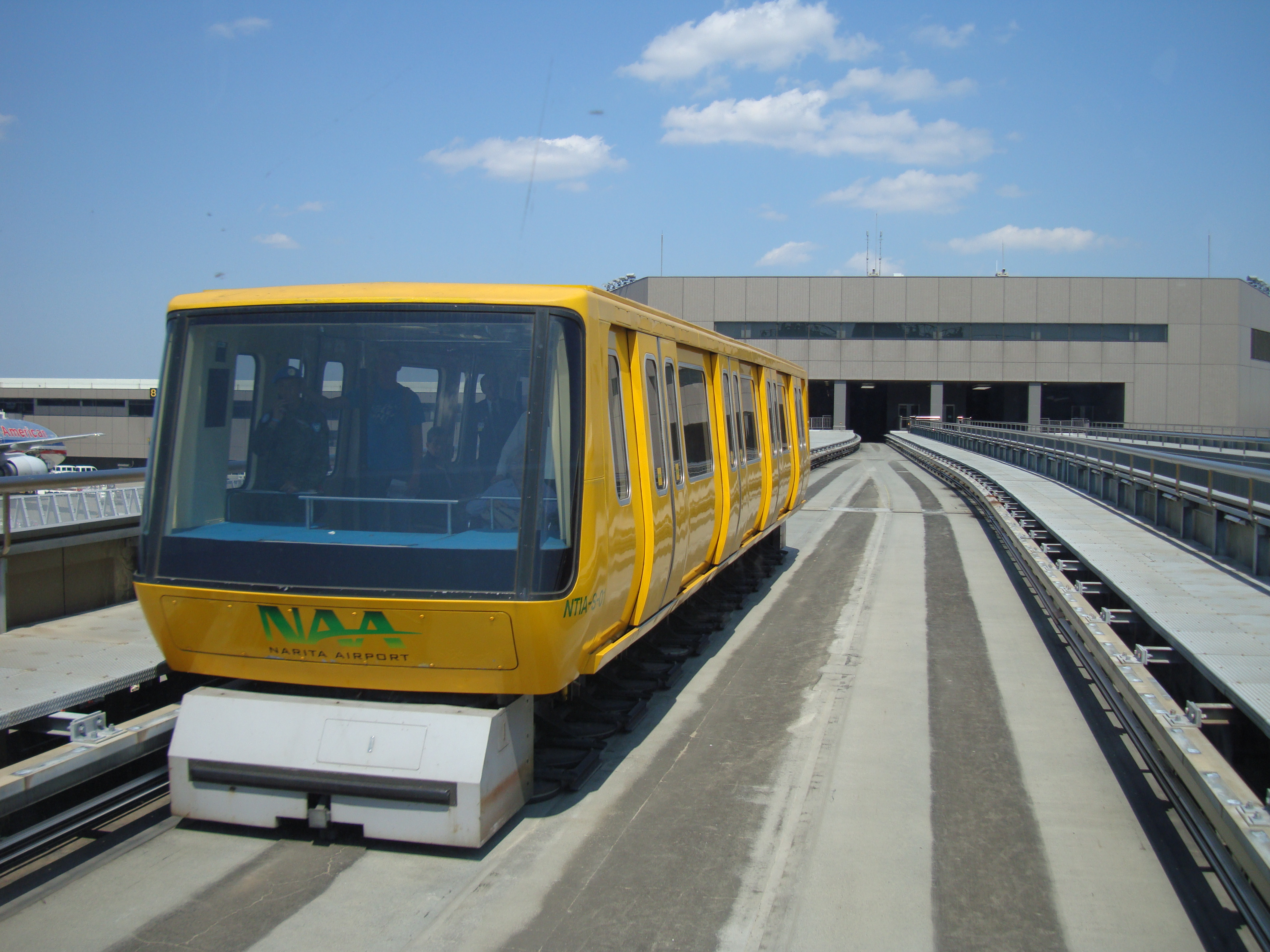
成田空港第2ターミナルシャトルシステム

空気浮上（くうきふじょう）とは、空気によって浮上するシステムの総称。空気力学を用いたものは、空力浮上（くうりきふじょう）とも呼ばれる。

## 特徴
空気という流体を利用して浮上する特性上、摩擦による摩耗を抑えることが可能である。そのため、空気軸受等、高速回転を利用する分野などに使用される。

## 種類

### 動圧式空気浮上
動圧式空気浮上は空気軸受や地面効果によるエクラノプラン等の地面効果翼機やハードディスクのヘッドの浮上等に使用される。その特性上境界層効果やラム圧、揚力等を利用して浮上するので停止時には浮上することができない。空気流との相対速度により浮上高が変化する。

### 静圧式空気浮上
静圧式空気浮上では加圧した空気を送り込むことによって浮上する。その特性上、空気圧縮機を必要とするが停止時においても浮上を維持することが可能である。主にホバークラフト等の交通機関やフラットパネルディスプレイを製造するクリーンルーム内での搬送システム等に使用される。また、地震の揺れを低減するための免震に使用される例もある。